# Groupe de Tits
En mathématiques, le groupe de Tits {\displaystyle {}^{2}\!F_{4}(2)'\,} est un groupe simple fini d'ordre 17 971 200 = 211 · 33 · 52 · 13 nommé en l'honneur du mathématicien Jacques Tits. C'est le sous-groupe dérivé du groupe Ree {\displaystyle {}^{2}\!F_{4}(2)\,}. À strictement parler, le groupe de Tits lui-même n'est pas un groupe de type de Lie et en fait, il a été quelquefois considéré comme un groupe sporadique.
Le groupe de Tits peut être défini en termes de générateurs et de relations par
{\displaystyle \langle a,b\ |\ a^{2}=b^{3}=(ab)^{13}=[a,b]^{6}=[a,bab]^{4}=(ababababab^{-1})^{6}=1\rangle \,},
où {\displaystyle [a,b]=aba^{-1}b^{-1}} est le commutateur.
Son multiplicateur de Schur est trivial. Son groupe d'automorphismes est {\displaystyle {}^{2}\!F_{4}(2)\,} et son groupe d'automorphismes extérieurs est d'ordre 2, engendré par l'automorphisme qui envoie (a, b) sur (a, bbabababababbababababa).